# Głowica przeciwwybuchowa

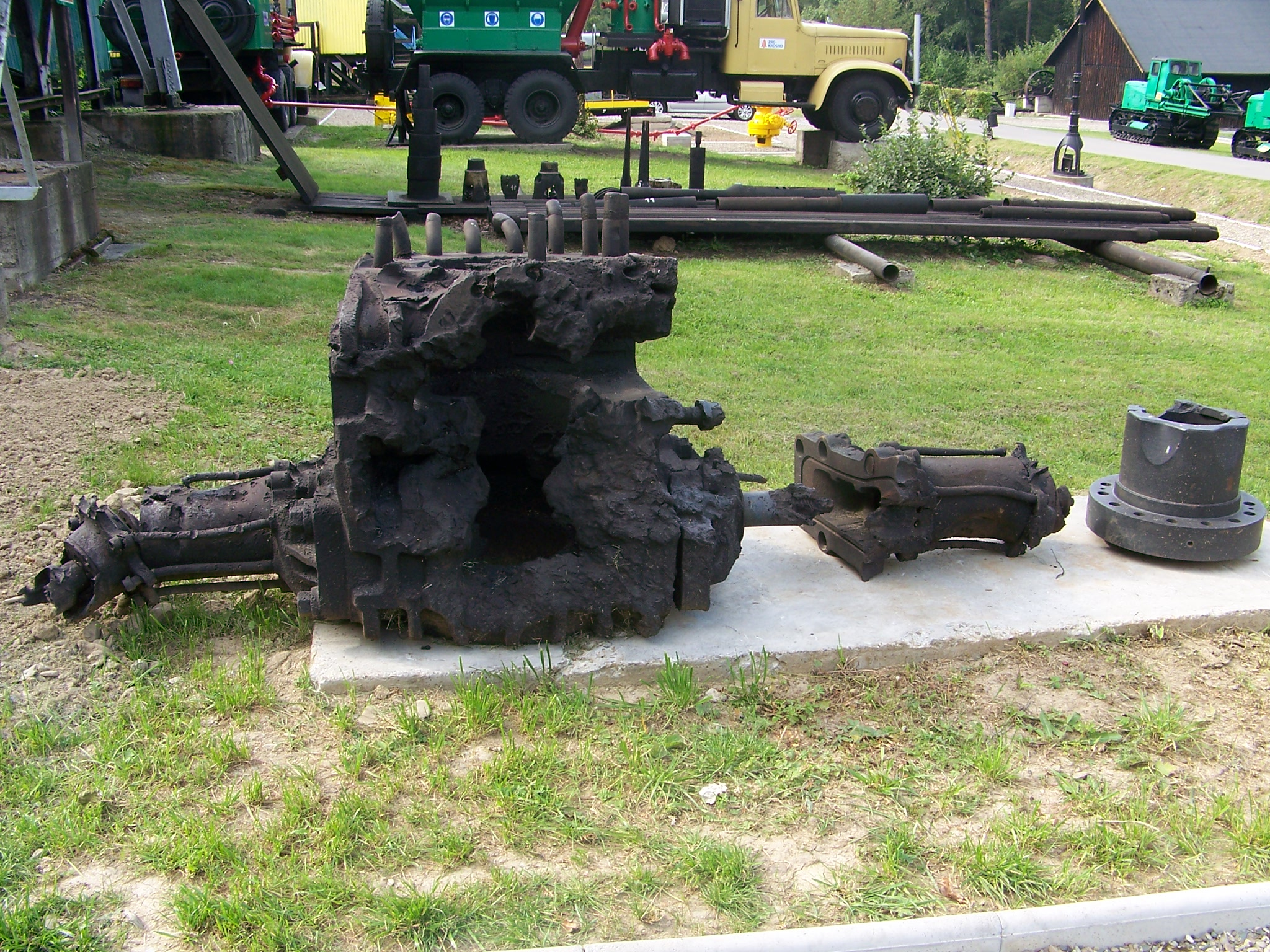
Głowica przeciwerupcyjna zniszczona podczas eksplozji i pożaru gazu w Karlinie w 1980/81 r.

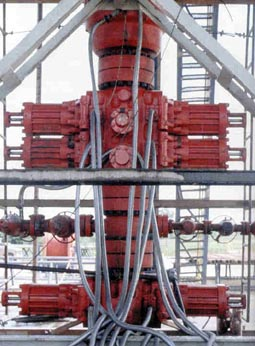
Współczesna głowica

Głowica przeciwerupcyjna (prewenter) – urządzenie przeznaczone do zamknięcia wylotu otworu wiertniczego przy wierceniach obrotowych w celu przeciwdziałania erupcji płynu złożowego.